# Lindesberg (stacja kolejowa)
Lindesberg (szw: Lindesbergs station) – stacja kolejowa w Lindesberg, w regionie Örebro, w Szwecji. Stacja znajduje się na Järnvägsgatan, w pobliżu Flugparken, w centrum miasta Lindesberg. Istnieją dwa tory, przy których zatrzymują się pociągi Tåg i Bergslagen. Istnieje również tor boczny.

## Historia
W listopadzie 1871 otwarto linię do stacji Frövi i 1 grudnia 1872 rozpoczęto przewozy towarowe i pasażerskie do Nya Kopparberg. Pierwszy budynek dworca, to był niewielki drewniany budynek powstały w 1875, a sama stacja miała nazwę "Linde". Nazwa została zmieniona 1 października 1910 na "Lindesberg". Budynek dworca istniał do 1937 roku i został zastąpiony w 1938 roku przez obecnie funkcjonujący budynek. W 2008 Gmina Lindesberg przejęła dworzec.

## Linie kolejowe
- Bergslagsbanan